# Хобский муниципалитет
Хобский муниципалитет (груз. ხობის მუნიციპალიტეტი xobis municipʼalitʼetʼi) — муниципалитет в Грузии, входящий в состав края Самегрело-Верхняя Сванетия. Находится на западе Грузии, на территории исторической области Мегрелия. Административный центр — Хоби.

## История
Хобский район был образован в 1929 году в составе Зугдидского уезда, с 1930 года в прямом подчинении Грузинской ССР. В 1951—1953 годах входил в состав Кутаисской области. 2 января 1963 года район был упразднён и поселения входили в Зугдидский район, 23 декабря 1964 восстановлен.

## Население
По состоянию на 1 января 2018 года численность населения муниципалитета составила 29 247 жителей, на 1 января 2014 года — 41,5 тыс. жителей.
Согласно переписи 2002 года население района (муниципалитета) составило 41 240 чел. По оценке на 1 января 2008 года — 40,8 тыс. чел.
Большинство населения составляют мегрелы, причисляемые к грузинам.
| Грузины       | 40 929 | 99,25 %  |
| Русские       | 216    | 0,52 %   |
| Абхазы        | 29     | 0,27 %   |
| Украинцы      | 21     | 0,05 %   |
| Азербайджанцы | 16     | 0,04 %   |
| всего         | 41 240 | 100,00 % |

| Грузины  | 30 424 | 99,59 %  |
| Русские  | 68     | 0,22 %   |
| Украинцы | 31     | 0,10 %   |
| Армяне   | 5      | 0,02 %   |
| другие   | 20     | 0,07 %   |
| всего    | 30 548 | 100,00 % |

## Административное деление
Территория муниципалитета разделена на 22 сакребуло:
- 1 городское (kalakis) сакребуло:
- 15 общинных (temis) сакребуло:
- 6 деревенских (soplis) сакребуло:

## Список населённых пунктов
В состав муниципалитета входит 57 населённых пунктов, в том числе 1 город.
- Хоби (груз. ხობი)
- Ахалсопели (груз. ახალსოფელი)
- Ахалхибула (груз. ახალხიბულა)
- Биа (груз. ბია)
- Биа-Сашонио (груз. ბია-საშონიო)
- Булицку (груз. ბულიწყუ)
- Булиши (груз. ბულიში)
- Гагма-Кариата (груз. გაღმა ქარიატა)
- Гагма-Пирвели-Хорга (груз. გაღმა პირველი ხორგა)
- Гагма-Саджиджао (груз. გაღმა საჯიჯაო)
- Гагма-Шуа-Хорга (груз. გაღმა შუა ხორგა)
- Гамогма-Кариата (груз. გამოღმა ქარიატა)
- Гамогма-Пирвели-Хорга (груз. გამოღმა პირველი ხორგა)
- Гамогма-Шуа-Хорга (груз. გამოღმა შუა ხორგა)
- Гантиади (груз. განთიადი)
- Гашперди (груз. გაშფერდი)
- Гвимарони (груз. გვიმარონი)
- Гимозгонджили (груз. გიმოზგონჯილი)
- Дасахлеба (груз. დასახლება)
- Дгваба (груз. დღვაბა)
- Джапшакари (груз. ჯაპშაქარი)
- Дзвели Хибула (груз. ძველი ხიბულა)
- Дургена (груз. დურღენა)
- Земо-Биа (груз. ზემო ბია)
- Земо-Квалони (груз. ზემო ქვალონი),
- Зени (груз. ზენი)
- Зени (груз. ზენი)
- Зуби (груз. ზუბი)
- Зуби (груз. ზუბი)
- Квемо-Квалони (груз. ზემო ქვალონი)
- Корати (груз. ყორათი)
- Кулеви (груз. ყულევი)
- Кутхеноджихеви (груз. კუთხენოჯიხევი)
- Ларчва (груз. ლარჩვა)
- Меоре-Гурипули (груз. მეორე გურიფული)
- Напошту (груз. ნაფოშტუ)
- Ноджихеви (груз. ნოჯიხევი)
- Ночхони (груз. ნოჩხონი)
- Охвамекари (груз. ოხვამეკარი)
- Патара-Поти (груз. პატარა ფოთი)
- Пирвели-Гурипули (груз. პირველი გურიფული)
- Сааланио-Сапачулио (груз. საალანიო-საფაჩულიო)
- Сабажо (груз. საბაჟო)
- Сабукио (груз. საბუკიო)
- Сагвамичаво (груз. საღვამიჩავო)
- Сагвичио (груз. საგვიჩიო)
- Саквиквинио (груз. საკვიკვინიო)
- Сакирио (груз. საქირიო)
- Сакоркио (груз. საქორქიო)
- Сакукаво (груз. საკუკავო)
- Сахочолаво (груз. სახოჭოლავო)
- Сачочуо (груз. საჭოჭუო)
- Торса (груз. თორსა)
- Шавгеле (груз. შავღელე)
- Хамискури (груз. ხამისკური)
- Хета (груз. ხეთა)
- Цинагола (груз. წინაგოლა)
- Читаушкури (груз. ჭითაუშქური)
- Чиху (груз. ჭიხუ)